# Колониа, Нестор
Нестор Ландаг Колониа (англ. Nestor Landag Colonia; род. 16 февраля 1992 года, Замбоанга, Филиппины) — филиппинский тяжелоатлет, выступающий в весовой категории до 56 кг. Чемпион Азии 2015. Участник Олимпийских игр в Рио-де-Жанейро.

## Биография
Нестор Колониа родился 16 февраля 1992 года в Замбоанге в спортивной семье. Дядя Нестора — Грегорио тяжелоатлет, участник Олимпийских игр 1988 в Сеуле в категории до 52 кг.

В 9 лет начал заниматься тяжёлой атлетикой. 
Я начал заниматься тяжёлой атлетикой когда был маленьким, наблюдая за моими дядями и двоюродными братьями в спортзале рядом с нашим домом. Поэтому я и попробовал это. Сначала я просто хотел показать свои силы, а затем я полюбил тяжелую атлетику.
В настоящее время проживает в Маниле и проходит службу в ВВС Филиппин. Лётчик 2-го класса.

## Карьера
В 2008 году Нестор Колониа дебютировал на международной арене на юношеском чемпионате Азии в Чонджу, где в категории до 56 кг с результатом 205 кг завоевал серебряную медаль.
В 2010 году атлет дебютировал на взрослом уровне, на Азиатских играх в Гуанчжоу, где стал 6-м. В 2011 году выигрывает юниорский чемпионат Азии, опередив второго призёра на 19 кг.
В 2015 году на чемпионате Азии стал чемпионом в весовой категории до 56 кг с результатом 274 кг по сумме двоеборья (рывок 121 кг и толчок 153 кг).
В том же году Нестор Колониа травмировал колено и был вынужден пропустить 2 месяца.
На Олимпийских играх 2016 года Нестор Колониа показал 7-й результат в рывке (120 кг) а в толчке не смог взять стартовый вес (154 кг).
В 2017 году на тренировке снова повредил правое колено за месяц до Игр Юго-Восточной Азии. В том же году ему потребовалась операция на спине.
На чемпионате мира 2019 в Паттайе в категории до 67 кг Нестор Колониа показал лишь 29-й результат.

## Спортивные результаты
| Год  | Соревнование                 | Место проведения | Весовая категория | Рывок  | Толчок | Сумма двоеборья | Место |
| 2008 | Чемпионат Азии среди юношей  | Чонджу           | до 56 кг          | ?      | ?      | 205 кг          | 2     |
| 2009 | Чемпионат мира среди юношей  | Чиангмай         | до 56 кг          | 95 кг  | 130 кг | 225 кг          | 6     |
| 2010 | Азиатские игры               | Гуанчжоу         | до 56 кг          | 110 кг | 145 кг | 255 кг          | 6     |
| 2011 | Чемпионат мира среди юниоров | Пенанг           | до 56 кг          | 112 кг | 140 кг | 152 кг          | 7     |
| 2011 | Чемпионат Азии среди юниоров | Паттайя          | до 56 кг          | 115 кг | 137 кг | 252 кг          | 1     |
| 2011 | Чемпионат мира               | Париж            | до 56 кг          | 113 кг | 143 кг | 256 кг          | 13    |
| 2011 | Игры Юго-Восточной Азии      | Палембанг        | до 56 кг          | 110 кг | 148 кг | 258 кг          | 4     |
| 2012 | Чемпионат Азии               | Пхёнтхэк         | до 56 кг          | —      | 145 кг | —               | DNF   |
| 2012 | Чемпионат Азии среди юниоров | Янгон            | до 56 кг          | 118 кг | 145 кг | 263 кг          | 2     |
| 2014 | Азиатские игры               | Инчхон           | до 56 кг          | —      | —      | —               | DNF   |
| 2015 | Чемпионат Азии               | Пхукет           | до 56 кг          | 121 кг | 153 кг | 274 кг          | 1     |
| 2015 | Чемпионат мира               | Хьюстон          | до 56 кг          | 124 кг | 158 кг | 282 кг          | 4     |
| 2016 | Чемпионат Азии               | Ташкент          | до 56 кг          | 120 кг | 148 кг | 268 кг          | 4     |
| 2016 | Летние Олимпийские игры      | Рио-де-Жанейро   | до 56 кг          | 120 кг | —      | —               | DNF   |
| 2017 | Игры Юго-Восточной Азии      | Куала-Лумпур     | до 56 кг          | 113 кг | 140 кг | 253 кг          | 4     |
| 2018 | Азиатские игры               | Джакарта         | до 56 кг          | 113 кг | 140 кг | 253 кг          | 7     |
| 2018 | Чемпионат мира               | Ашхабад          | до 61 кг          | 120 кг | 160 кг | 280 кг          | 13    |
| 2019 | Чемпионат Азии               | Нинбо            | до 61 кг          | 115 кг | 125 кг | 240 кг          | 14    |
| 2019 | Чемпионат мира               | Паттайя          | до 67 кг          | 125 кг | 155 кг | 280 кг          | 29    |
| 2019 | Игры Юго-Восточной Азии      | Манила           | до 67 кг          | 127 кг | 160 кг | 287 кг          | 3     |
| 2020 | Кубок мира                   | Рим              | до 67 кг          | 120 кг | 157 кг | 277 кг          | 4     |

## Семья
Женат на Кэтлин Легаспи, дети Элари Полин и Джон Эмбер.